# Debat over de status van Tibet

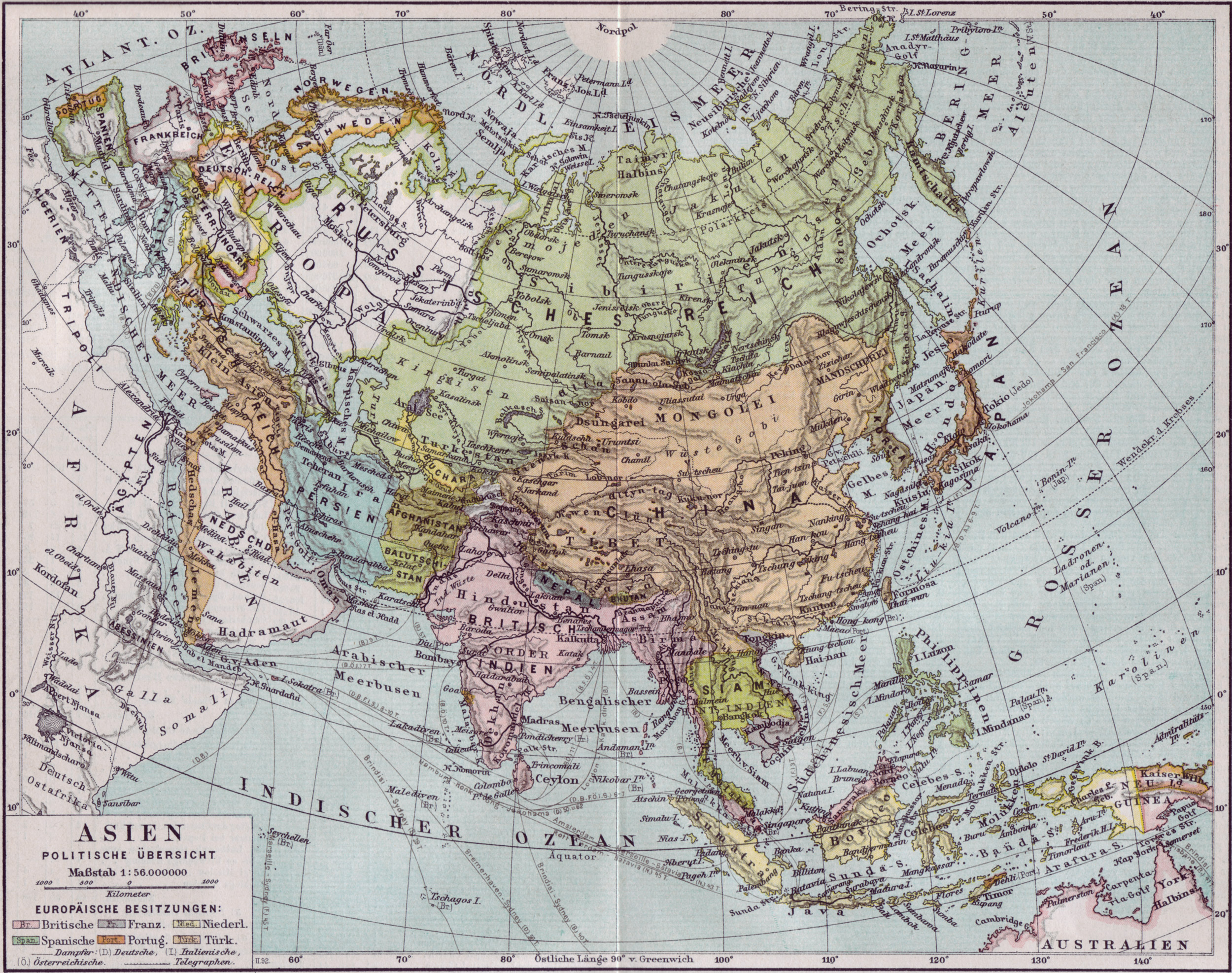
Politieke kaart van Azië uit 1890 van Meyers Konversations-Lexikon, waar Tibet wordt getoond als onderdeel van het Chinees Keizerrijk

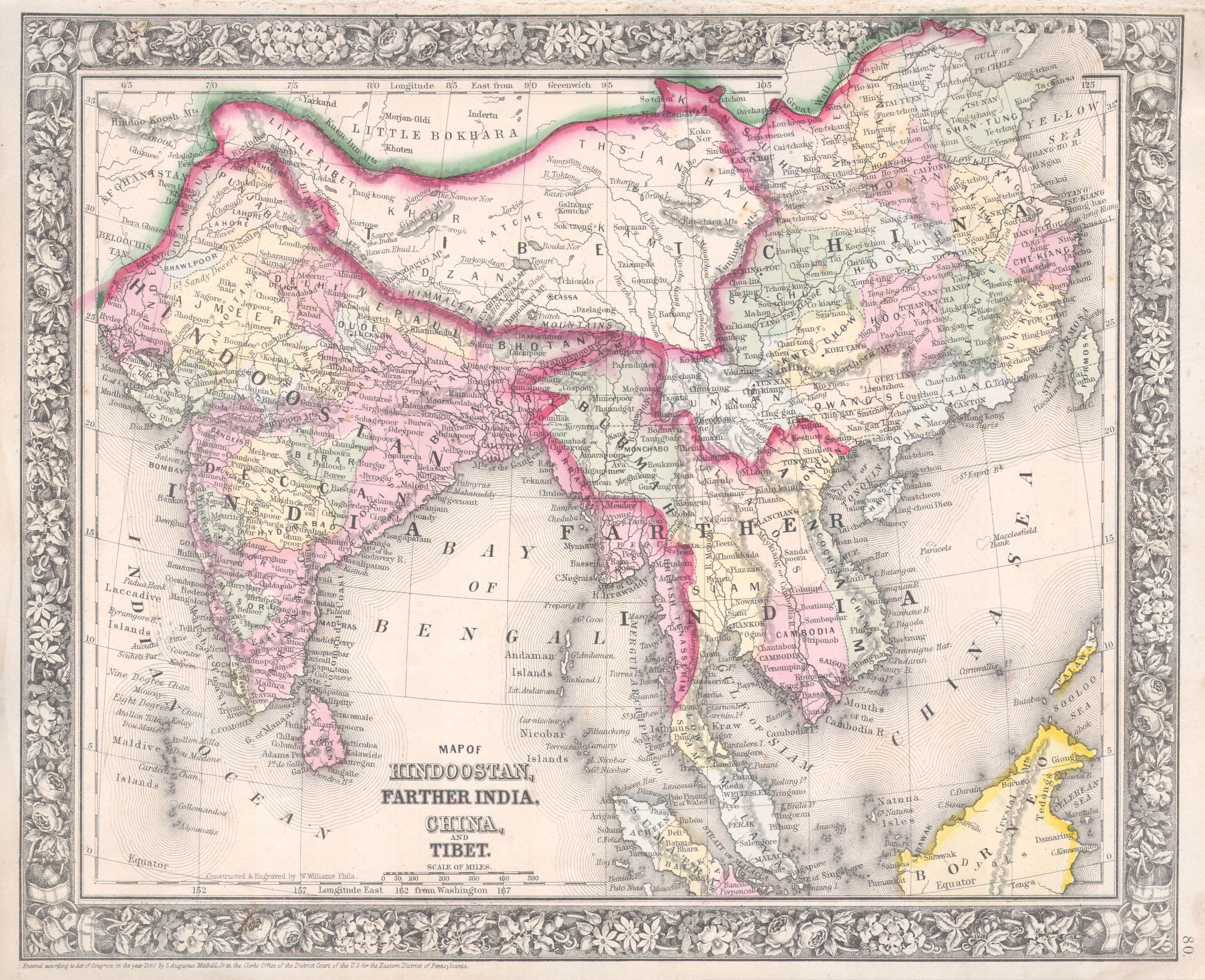
China and Tibet in 1864 by Samuel Augustus Mitchell

Het debat over de status van Tibet heeft betrekking op de staatkundige status van de regio Tibet in de 20e eeuw en erna.

## Chinese visie
Jiang Yu, woordvoerster van de Chinese regering, zei in 2009 dat Tibet sinds het begin van de Yuan-dynastie in de 13e eeuw onder Chinese soevereiniteit valt.
Tussen 1913 en 1950 was Tibet in de ogen van de Chinese autoriteiten een opstandige provincie, totdat het Volksbevrijdingsleger van Mao Zedong het met de invasie van Tibet in 1950-51 bevrijdde van de horigheid. Volgens Mao leden Tibet en het noordelijker gelegen Sinkiang zwaar onder een systeem van horigheid en onder een theocratische orde die dankzij het boeddhistische bijgeloof absoluut gezag over de bevolking kon uitoefenen. In 1951 sprak hij zijn naasten toe:
Doe je uiterste beste om de dalai lama en de meerderheid van de bovenlaag mee te krijgen. Isoleer de minderheid van slechte elementen met als langetermijndoel de geleidelijke, geweldloze transformatie van de Tibetaanse economie en politiek.

## Tibetaanse visie
De Yuan-dynastie (1206-1368), die volgens China het begin inluidde van de Chinese soevereiniteit over Tibet, was een Mongoolse dynastie die het Chinese rijk overheerste en werd geleid door Koeblai Khan, een kleinzoon van Dzjengis Khan. Ook was er enkele eeuwen later sprake van een mchod-yon-relatie tussen de vijfde dalai lama Ngawang Lobsang Gyatso (1617-1682) en de Oirat-Mongoolse Güshri Khan.
Volgens de Tibetaanse regering in ballingschap was Tibet tijdens de 19e eeuw verbonden met China in een mchod-yon-relatie. Nadat de dertiende dalai lama in 1910 op de vlucht voor de Chinese generaal Zhao Erfeng in India in ballingschap was gegaan en vervolgens in 1913 was teruggekeerd, deed hij een proclamatie uitgaan waarin hij te kennen gaf dat de relatie tussen de Chinese keizer en Tibet die van een patroon en priester was geweest en niet was gebaseerd op de onderwerping van de een aan de ander.
Yuan Shikai, de voorlopige president van de nieuw gevormde Republiek China, stuurde de dalai lama een telegram waarin hij hem herstelde in zijn eerdere titels die hem door keizersweduwe Cixi waren ontnomen. De dalai lama wees deze af en schreef terug dat het echter zijn bedoeling was zowel het tijdelijke als geestelijke bestuur op zich te nemen.
Begin 1913, ondertekenden Agvan Dorzjiev en twee andere Tibetaanse vertegenwoordigers het Verdrag van Urga, waarin beide jonge naties elkaar en elkaars onafhankelijkheid van China erkenden. Later vertelde de dalai lama aan een Brits diplomaat dat hij Argvan Dorzhiev geen toestemming had gegeven een verdrag uit naam van Tibet te sluiten.

## Verdragen
Er werden verschillende verdragen getekend die bepalingen bevatten over de status van Tibet. Dit waren onder meer:
- 730: Sino-Tibetaanse vrede (730)
- 763: Verdrag van Chang'an; Verdrag tussen Tibet en de Tang-regering waarin China en Tibet elkaar als soevereine staten erkennen.[8]
- 783: Verdrag van Ch'ing-shui
- 821: Nogmaals een Verdrag van Chang'an
- 1642: Mchod-yon-relatie: De Mongoolse heerser Güshri Khan benoemde op 3 mei 1642 de vijfde dalai lama tot de hoogste autoriteit van Tibet.[9]
- 1684: Ladakhi-Tibetaanse vrede
- 1792: Nepalees-Tibetaanse vrede (1792)
- 1856: Nepalees-Tibetaanse vrede (1856)
- 1890: Anglo-Chinees grensverdrag: Hierin werd Tibet beschouwd als autonome staat waarover het Chinees Keizerrijk suzereiniteit uitoefende[10]
- 1903: Anglo-Chinees handelsverdrag
- 1904: Verdrag van Lhasa: Dit verdrag werd in april 1906 geratificeerd door China, waarmee het de oorlogsschadeloosstelling van Tibet aan het Britse rijk nakwam.[9]
- 1907: Verdrag van Sint-Petersburg (1907): Alliantieverdrag tussen Rusland en Groot-Brittannië dat The Great Game eindigde. Tibet werd erkend als neutrale bufferstaat tussen de Britten en Russen.[9]
- 1912: Verdrag van Urga. Verdrag tussen Mongolië en Tibet waarin ze elkaars onafhankelijkheid erkenden.[11]
- 1913: Akkoord van Simla: Tussen het Verenigd Koninkrijk, Tibet en de Republiek China. Het akkoord werd alleen door de Britten en Tibet ondertekend en niet door China.[9]
- 1951: 17 puntenakkoord: Akkoord tussen de Volksrepubliek China en de afgevaardigden van de veertiende dalai lama over een autonome status van Tibet binnen Chinese soevereiniteit[2]

Tibet protesteerde zonder resultaat tegen de machtsovername door China bij de Verenigde Naties in 1950 en 1958. Later bracht de Algemene Vergadering van de Verenigde Naties drie resoluties uit over Tibet: resolutie 1353 in 1959 resolutie 1723 in 1961 en resolutie 2079 in 1965.

## Onafhankelijkheidsverklaring van 1913
Toen de Xinhai-revolutie in 1911 de val van de Qing-dynastie en daarmee Chinees Keizerrijk inluidde, keerde de gevluchte dertiende dalai lama Thubten Gyatso terug naar Tibet, verbande alle Chinezen en riep in februari 1913 de onafhankelijkheid uit. Hij zette dit kracht bij door in dezelfde maand het Verdrag van Urga te sluiten met Mongolië, waarin ze elkaar als onafhankelijke staten erkenden. Voor veel wetenschappers is dit het moment, dat Tibet de facto onafhankelijk werd van China. Hij voerde verschillende moderniseringen door.
Niettemin knoopte Tibet slechts met Mongolië en Nepal diplomatieke banden aan. Het Verenigd Koninkrijk speelde in de jaren tien en twintig een opportunistisch spel, waarbij het probeerde op verschillende wijzen de handel met China op gang te brengen. De Britten bemiddelden tussen China en Tibet in 1913-14, wat het Akkoord van Simla opleverde. China ratificeerde het verdrag echter niet, waardoor het Verenigd Koninkrijk dreigde het verdrag desnoods zonder China te tekenen. Dit gebeurde vervolgens, waardoor Tibet zijn tweede internationale verdrag tekende.
In 1917 deed China een militaire poging om Tibet terug te winnen. Het Tibetaans leger hield echter stand omdat het inmiddels beter was getraind. Het behaalde terreinwinst tot Dajianlu en Dergé. Na deze verliezen verzocht Peking om bemiddeling bij Londen, dat de consul-officier Eric Teichman daartoe afvaardigde. In twee akkoorden werd overeengekomen dat de oostgrens ongeveer zou samenvallen met de Jangtsekiang, dat alle vijandelijkheden werden gestaakt en dat de troepen uit elkaars grondgebied werden teruggetrokken.

## De erkende status
Feit is, dat er sinds de invasie van 1950-51 nagenoeg geen land ter wereld Tibet als onafhankelijk land heeft erkend, al is dit niet in de laatste plaats te wijten aan militair-strategische en economische redenen. In dit geheel wil China enerzijds worden gezien als een respectabele mogendheid en daar past niet het beeld bij, waarbij de politie tijdens rellen inslaat op protesterende monniken. Anderzijds kunnen Chinese leiders het zich niet veroorloven om toe te geven aan buitenlandse druk, indien zij de macht en de rust in het land willen handhaven. Niet onbelangrijk feit in dit geheel is dat Hu Jintao, de president en voorzitter van de Communistische Partij van China sinds 2002, zijn succesvolle loopbaan mede heeft te danken aan de wijze waarop hij als partijsecretaris van Tibet de rellen van 1987 tot 1993 neersloeg.
Er rijzen echter ook twijfels of het afwachten op de dood van de populaire veertiende dalai lama de onafhankelijkheidsdroom van de Tibetanen dooft en daarmee een oplossing is voor de statuskwestie van Tibet. In de grote steden woont inmiddels een meerderheid Han-Chinezen en de economie van Tibet speelt zich nagenoeg alleen af in het Mandarijn. Volgens de Chinese volkstelling van 2000 woon 87% van de Tibetanen in de landelijke gebieden verspreid over verschillende provincies en spreekt de overgrote meerderheid van hen geen Mandarijn, wat begin 21e eeuw een voorwaarde is om een goed inkomen te verwerven. De detailhandel, toeristenindustrie tot en met de taxichauffeurs zijn Han-Chinees. Nog steeds kiezen daarom veel Tibetanen ervoor om zich terug te trekken in een Tibetaans klooster, in plaats van te gaan voor een ondergeschikte baan in loondienst.
In deze situatie blijft de Tibetaanse cultuur en de sterke verbondenheid met het Tibetaans boeddhisme voortbestaan en vindt er slechts in een beperkte mate verchinezing van de Tibetaanse bevolking plaats, zodat het Tibetaanse volk vastbesloten zal blijven zijn culturele identiteit niet prijs te geven.

## Opening via het 17 puntenakkoord?
Volgens Henk Schulte Nordholt, Nederlands zakenman in China en sinoloog, put het Tibetaanse volk zoveel veerkracht en vastbeslotenheid uit zijn boeddhistische overtuiging, dat het zijn culturele identiteit nooit zal opgeven. Volgens hem zou China op een gegeven moment akkoord moeten gaan met meer autonomie. Niettemin spreekt de veertiende dalai lama al sinds het eind van de jaren zeventig over de middenwegfilosofie, een autonomiemodel dat hij aan het boeddhisme ontleent. In deze filosofie bewaakt China wel de buitengrenzen van Tibet, maar regelen Tibetanen zelf hun eigen aangelegenheden, met name de culturele en religieuze zaken. De Chinese autoriteiten bekijken de dalai lama echter met de nodige achterdocht, noemen hem een separatist en associëren het Tibetaans boeddhisme met sympathie voor onafhankelijkheid van Tibet.
Schulte Nordholt ziet echter een opening die uit de letterlijke tekst en de toenmalige intentie van het 17 puntenakkoord zou blijken. Dit akkoord werd de regering van Tibet opgelegd door Peking in 1951 en werd gesanctioneerd door Mao zelf, wat het volgens Schulte Nordholt een acceptabel middel maakt om in het debat te brengen. Hij verwijst hierbij naar het volgende citaat:
De centrale autoriteiten zullen de gevestigde status, functies en volmachten van de dalai lama niet veranderen ... de godsdienstige overtuigingen, zeden en gewoontes van het Tibetaanse volk zullen worden gerespecteerd en de kloosters zullen worden beschermd.— 17 puntenakkoord, 1951
Volgens hem zou China kunnen kiezen voor een model dat het nu al binnen de eigen grenzen kent, namelijk de filosofie van een land, twee systemen die eind jaren negentig is toegekend aan de twee Speciale Bestuurlijke Regio's Hongkong en Macau. Dezelfde toezegging werd ook aan Taiwan gedaan, indien die zou toetreden tot de Volksrepubliek. Ook kent China verschillende Speciale Economische Zones, die eigen regelgeving hebben op economisch gebied. Met een verwijzing naar de tekst in het 17 puntenakkoord, ziet Schulte Nordholt het als een legitieme aanpak, om dit debat bespreekbaar te maken met de Chinese regering, waarin eventueel nog andere modellen voor Tibet kunnen worden besproken. Hij noemt hierbijvoorbeelden waarbij verregaande decentralisatie binnen landen is gelukt, zoals Schotland en Bozen-Zuid-Tirol, maar kent ook de Chinese vrees van landen waar het niet is gelukt, zoals waarbij de Sovjet-Unie en Joegoslavië uiteenvielen.